# Саро (Грузия)
Саро (груз. სარო) — село в Грузии, на территории Аспиндзского муниципалитета края (мхаре) Самцхе-Джавахети.

## География
Село находится в южной части Грузии, к востоку от реки Куры, на расстоянии приблизительно 7 километров (по прямой) к юго-востоку от посёлка городского типа Аспиндза, административного центра муниципалитета. Абсолютная высота — 1442 метра над уровнем моря.

## Население
По результатам официальной переписи населения 2014 года, в Саро проживало 162 человека (83 мужчины и 79 женщин). В национальной структуре населения грузины составляли 99,4 %, армяне — 0,6 %.
| Год  | Население, человек |
| ---- | ------------------ |
| 2002 | 237                |
| 2014 | ↘ 162              |